# Labsaal Lübars

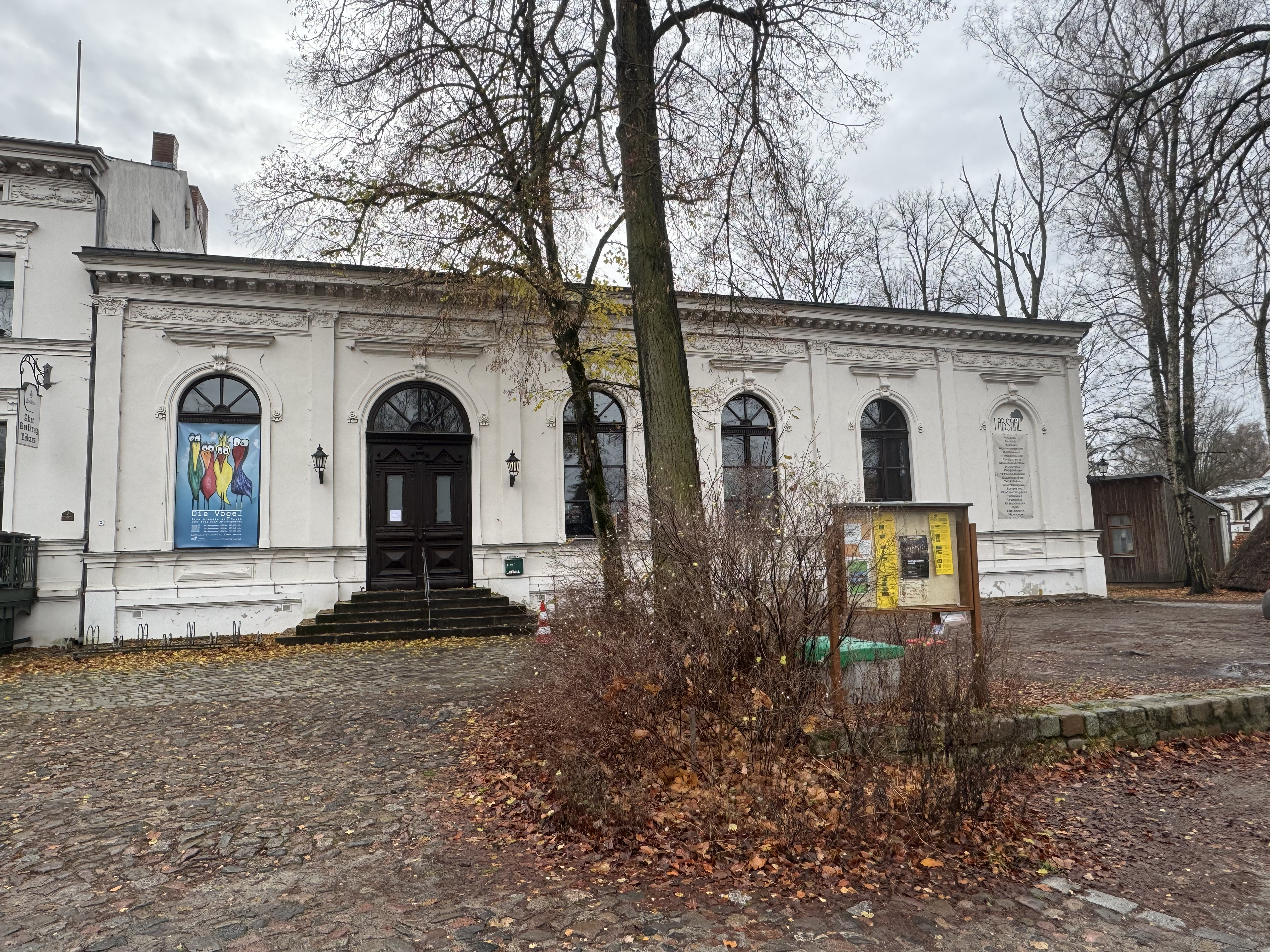

Der Labsaal Lübars ist ein Veranstaltungssaal im Norden Berlins im Bezirk Reinickendorf. Er befindet sich im denkmalgeschützten Dorfanger Alt Lübars.

## Geschichte
Er wurde Ende des neunzehnten Jahrhunderts als Ergänzung zum Dorfkrug erbaut. Seitdem finden dort zahlreiche öffentliche und geschlossene Veranstaltungen in kleinem Rahmen statt. Zeitweise war es ein Kino bzw. Teil der Senatsreserve (Lagerraum). Seit Ende der 1970er Jahre betreut der Verein Natur & Kultur (LabSaal-Lübars) e.V. diese Räumlichkeiten, wobei der Dorfkrug verpachtet wird. 